# 格里特·葛拉罕
格里特·葛拉罕（英語：Gerrit Graham，1949年11月27日—），美國男演員、編劇和詞曲作家。以時常出演布萊恩·狄帕瑪電影以及兩部《星艦奇航記》電視劇著稱。其他演出作品如《爾虞我詐》（1980年）、《同学聚会》（1982年）、《驚懼幻象》（1986年）、《最後通牒》（1986年）和《異靈七殺》（1990年）。

## 早期生活
格里特·葛拉罕出生於紐約州紐約市。曾就讀哥伦比亚大学，但並未畢業。在哥倫比亞大學，他是大學戲劇公司哥倫比亞演員（Columbia Players）的負責人。未來的同事布萊恩·狄帕瑪在本科期間也是學生團體的前任經理。

## 外部連結
- 格里特·葛拉罕在互联网电影资料库（IMDb）上的資料（英文）
- 在AllMovie上格里特·葛拉罕的頁面（英文）
- 互联网外百老汇数据库（IOBDB）上格里特·葛拉罕的資料（英文）